# فولز
فُولز (به انگلیسی: Foals) نام یک گروه ایندی راک انگلیسی اهل آکسفورد است که از سال ۲۰۰۵ تا کنون فعال بوده است. آنها اولین آلبوم خود پادزهرها را در سال ۲۰۰۸ منتشر کردند. 

## آلبوم‌ها
| سال  | عنوان    |
| ---- | -------- |
| ۲۰۰۸ | پادزهرها |
| ۲۰۱۳ | آتش مقدس |